# Гірницький заказник
Гірницький — лісовий заказник місцевого значення. Об'єкт розташований на території Ковельського району Волинської області, на південь від  с. Самари-Оріхові.
Площа — 1,1 га, статус отриманий у 1983 році. Перебуває у користуванні ДП «Ратнівське ЛМГ», Гірницьке лісництво, квартал 14, виділ 19.
Статус надано з метою охорони та збереження у природному стані високобонітетної ділянки лісу природного походження, де зростає ялина європейська (Picea abies) віком близько 90 років. Дана лісова ділянка включена в обласний насінневий фонд.

## Галерея

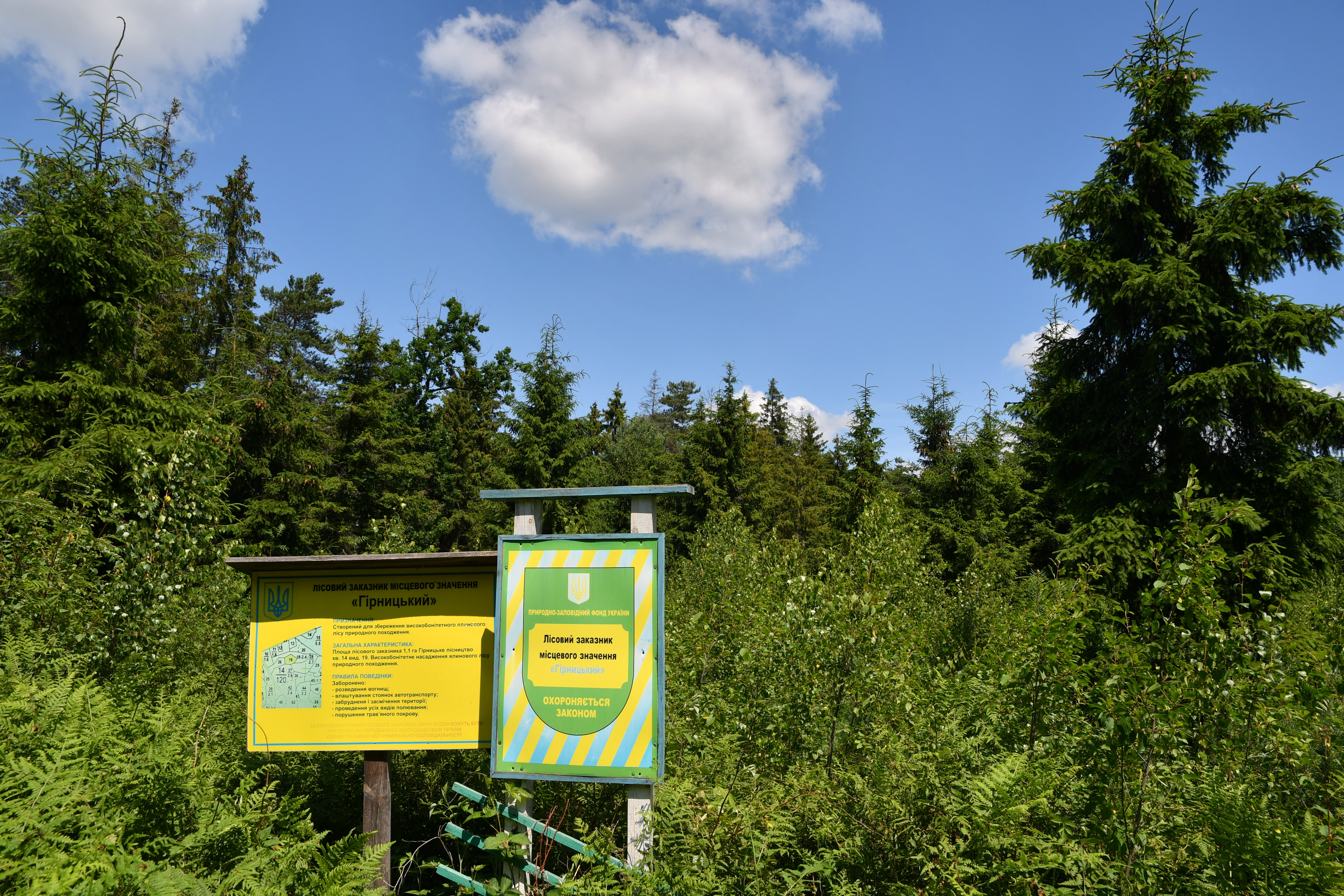
Інформаційна та охоронна дошки
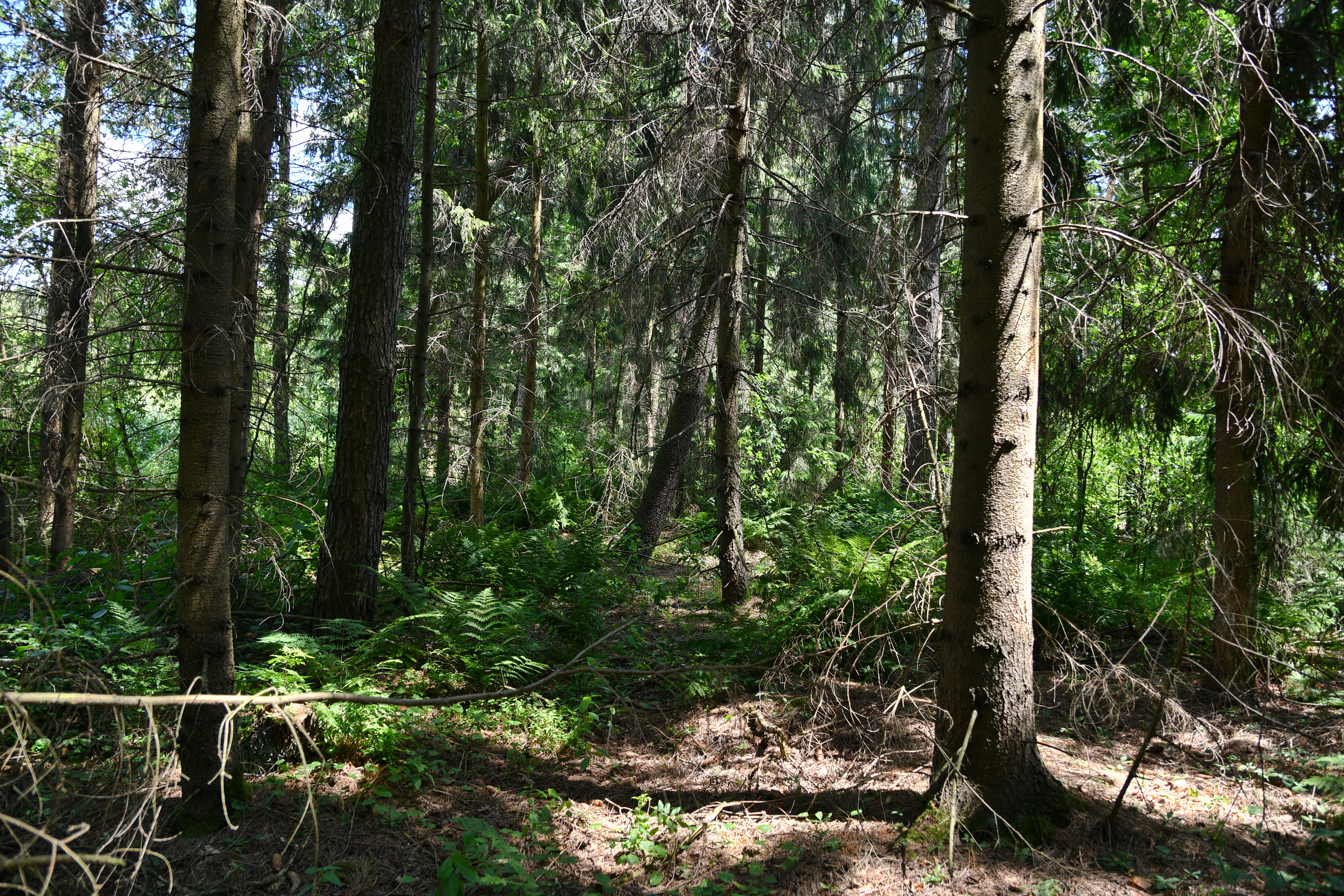
Вигляд західної частини
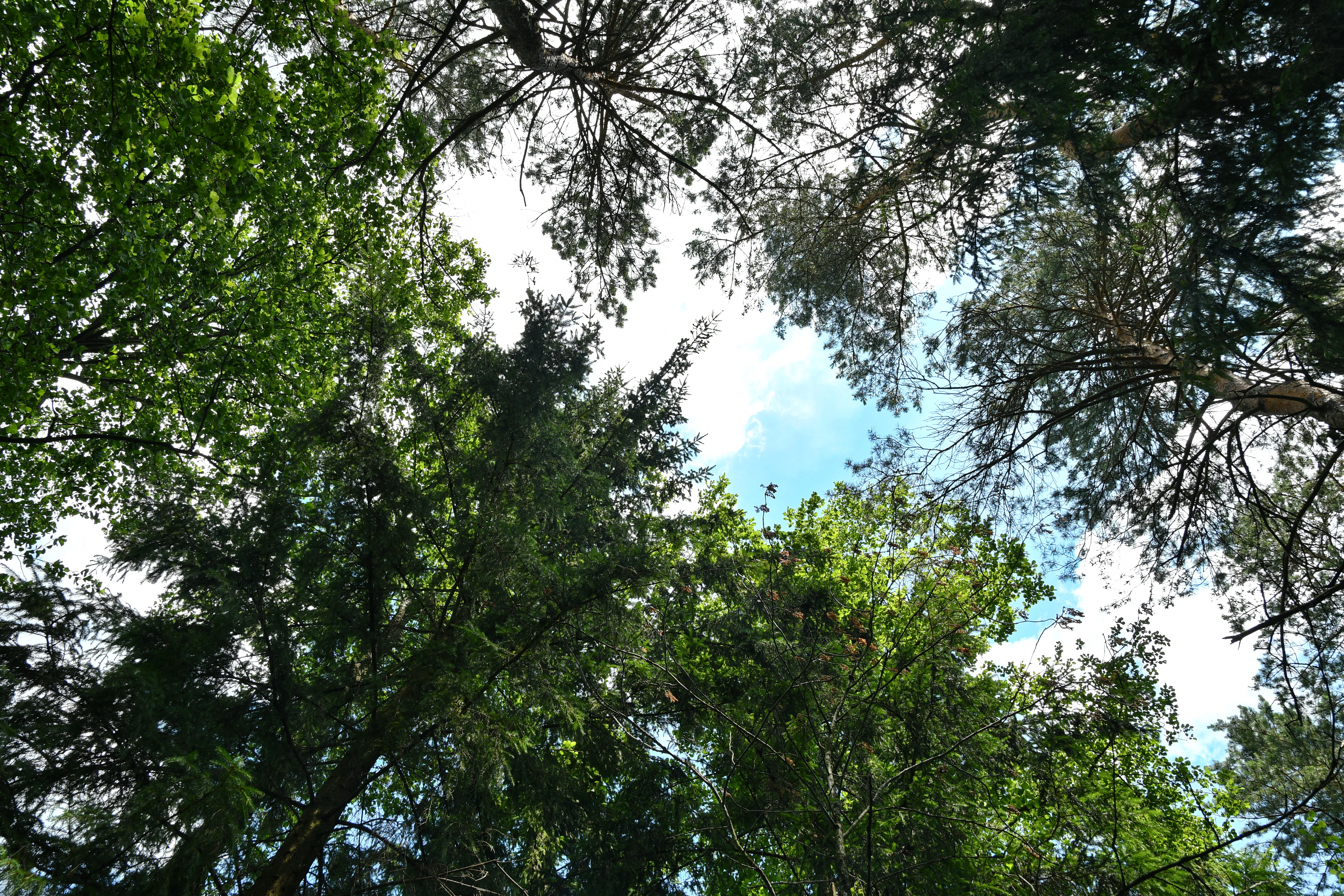
Погляд догори дерев